# Castelleone di Suasa
Castelleone di Suasa település Olaszországban, Marche régióban, Ancona megyében. Lakosainak száma 1552 fő (2023. január 1.). Castelleone di Suasa Arcevia, Barbara, Corinaldo, Ostra Vetere és San Lorenzo in Campo községekkel határos.

## Népesség
A település lakossága az elmúlt években az alábbi módon változott:
| Lakosok száma | 300  | 1401 | 1747 | 1852 | 2156 | 1477 | 1586 | 1718 | 1605 | 1552 |
|               | 1266 | 1751 | 1827 | 1881 | 1936 | 1976 | 1985 | 2013 | 2018 | 2023 |